# Last Thoughts on Woody Guthrie
Last Thoughts on Woody Guthrie (in italiano Ultimi pensieri su Woody Guthrie) è una poesia scritta dal cantautore americano Bob Dylan e recitata dal vivo durante la sua esibizione del 12 aprile 1963 alla Town Hall di New York. È stata pubblicata nel 1991 su The Bootleg Series Volumes 1-3 (Rare & Unreleased) 1961-1991 dopo essere circolata per anni su versioni di bootleg, apparendo persino nel cofanetto di dieci LP Ten of Swords del 1985.

## Storia
La performance di Dylan alla Town Hall del 12 aprile è stata l’occasione per eseguire per la prima volta diverse nuove composizioni come Tomorrow Is a Long Time, Dusty Old Fairgrounds, Ramblin 'Down Thru the World e Bob Dylan's New Orleans Rag. Tuttavia, alla fine del concerto, Dylan è tornato sul palco per recitare per la prima volta in pubblico una delle sue poesie inedite, Last Thoughts on Woody Guthrie. Nella sua introduzione, Dylan ha spiegato di aver scritto il pezzo dopo che gli è stato chiesto di "scrivere qualcosa su Woody... cosa significa per te Woody Guthrie in venticinque parole" per l'imminente uscita di un libro su Guthrie. Ha poi spiegato che "non potevo farlo - ho scritto cinque pagine e... ce le ho qui... le ho qui per caso, in realtà".
Il poema è essenzialmente un'analisi della speranza. Dylan imposta la scena descrivendo gli stress della vita di tutti i giorni e la miriade di scelte impegnative che dobbiamo fare. Questi stimoli possono farci sentire soli, persi e senza speranza. Dylan spiega quindi la funzione della speranza e il bisogno che abbiamo di qualcosa per dare un significato alla nostra vita. Quindi finisce il poema suggerendo che Woody Guthrie è stato una fonte di speranza e bellezza nel mondo come Dio e la religione.